# Hans Mont
Hans Mont (1546? Gent - po 1582/5? Ulm?) byl vlámský sochař a architekt, žák a spolupracovník italského sochaře Giambologna, působící v Itálii, Rakousku, Čechách, na Moravě a v Německu. Jako dvorní sochař pracoval pro císaře Maxmiliána II. na výzdobě zámku Neugebäude u Vídně. Později krátce působil ve službách císaře Rudolfa II., ale pro poranění oka opustil Prahu a odešel do Ulmu, kde pravděpodobně zemřel.

## Život a dílo
Vyučil se v Gentu sochařem. Pokračující náboženské nepokoje ho donutily opustit Gent a odejít do Itálie. V roce 1572 vstoupil do florentské dílny sochaře Giambologna (1529-1608), který ho o 3 roky později doporučil císaři Maxmiliánovi II. jako vhodného umělce pro výzdobu letohrádku Neugebäude ve Fasangarten u Vídně. Zatímco zde vytvořil štukové reliéfy a sochy, Bartholomeus Spranger (1546-1611) zde pracoval na freskové výzdobě zámku. Sochy a štukové reliéfy se nedochovaly, ale na podobu obřích postav zhotovených ve štuku lze usuzovat z výzdoby zámeckých lunet Císařského sálu v Bučovicích (plastiky císaře Karla V., Európy, boha Marse a Diany), připisovaných Hansi Montovi. Vyzdobil také velký triumfální oblouk na Bauernmarktu určený pro slavnostní vjezd císaře Rudolfa II. do Vídně v roce 1576. Asi od 1576 působil ve službách Rudolfa II., ač se jeho jméno neobjevuje v inventáři císařovy kunstkomory. Historici umění připisují bronzové sousoší Venuše a Adónis, které původně bylo umístěno na schodišti Nového (dnes Španělského sálu). Dnes se sousoší nachází v zahradách královského zámku v Drottningholmu ve Švédsku. Podobně hypotetická autorizace se týká mramorového sousoší Mars a Venuše. Sousoší, v němž Venušina hlava a ruka jsou pozdějšího původu, pochází z Nostické sbírky. Za možného autora tohoto sousoší byl považován Adrian de Vries, ale dnes je přisuzováno Hansi Montovi (před 1580, Schwarzenberský palác, Národní galerie v Praze).

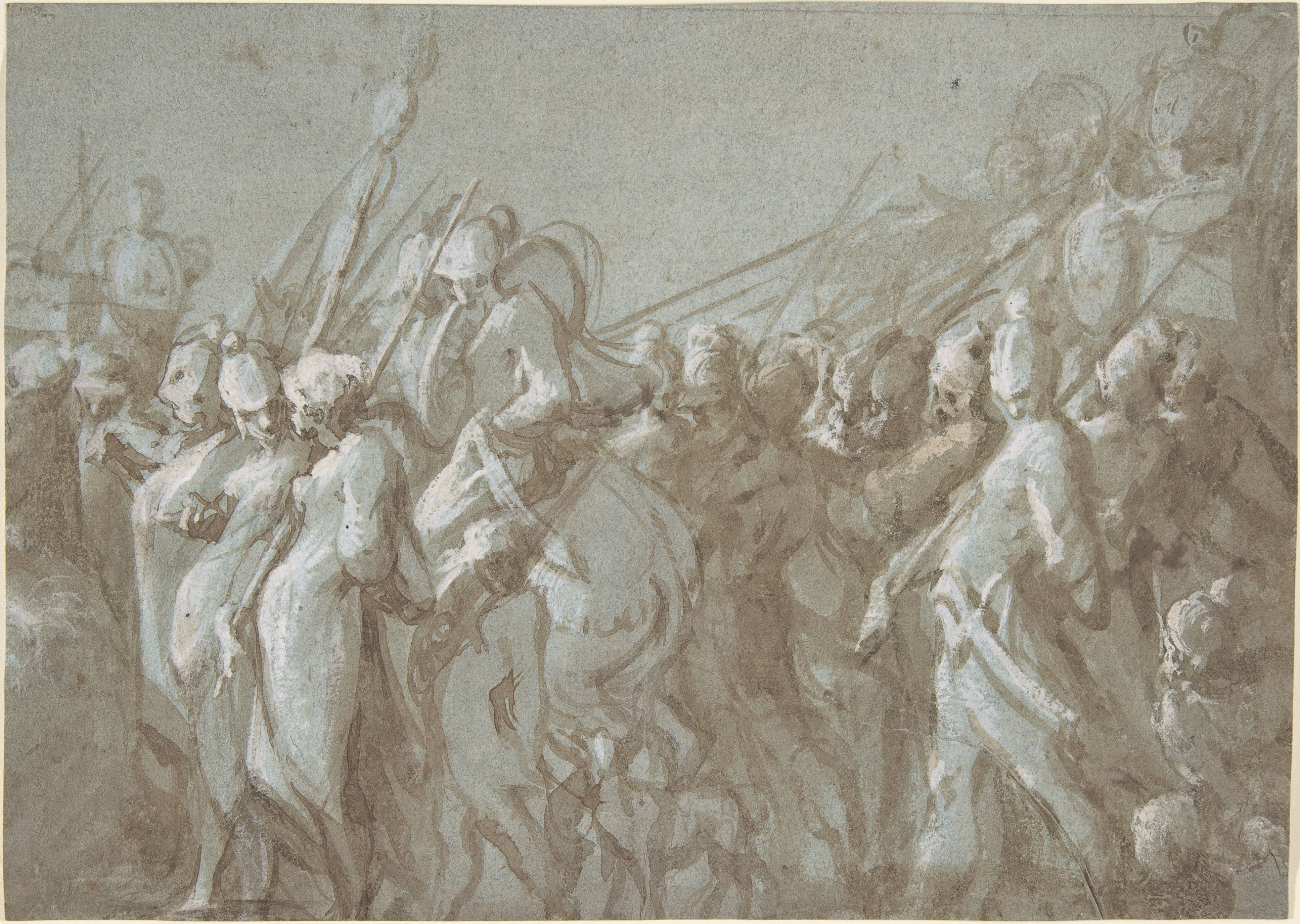
Procesí válečníků (perokresba Hanse Monta lavírovaná hnědým inkoustem; Metropolitní muzeum umění, New York)

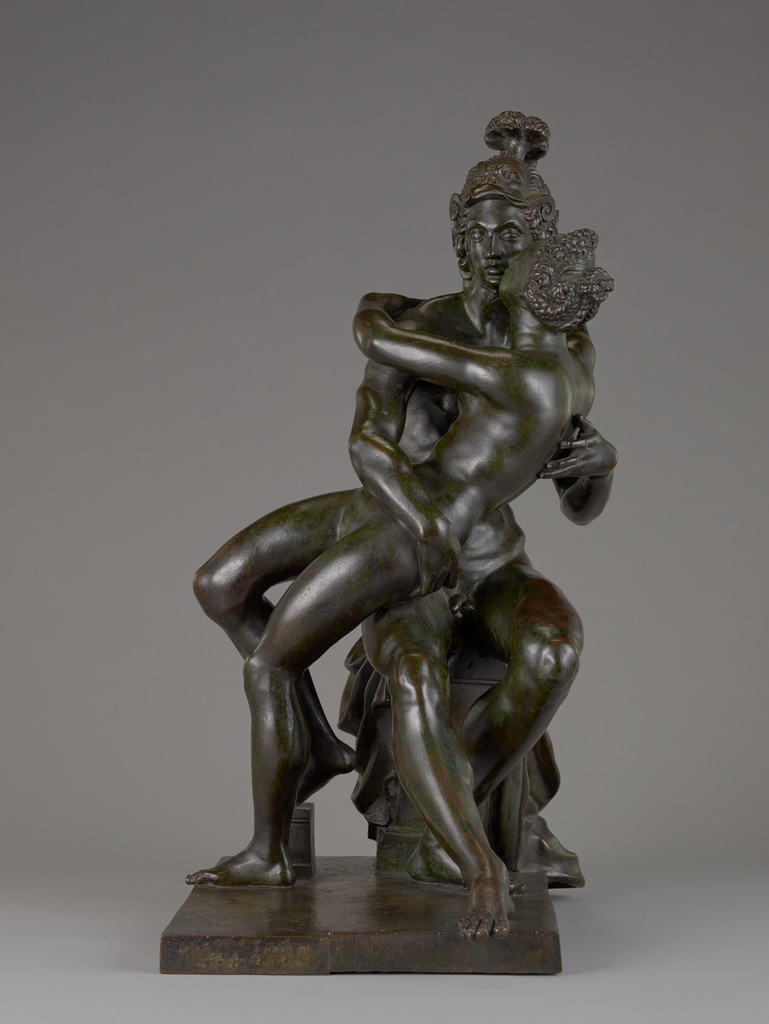
Mars a Venuše (připsáno Hansi Montovi, J. Paul Getty Museum, Los Angeles)

V roce 1580 si Hans Mont poranil oko při hře v císařské Míčovně a ještě téhož roku opustil Prahu. Přijal nabídku městské rady v Ulmu, která ho pověřila stavitelskými pracemi na městském opevnění. V roce 1582 byl propuštěn, ale téhož roku se Sprangerův přítel H. U. Krafft s nim setkal v Kemptenu. Jeho další osud není znám, ale Karel van Mander uvádí, že odešel do Konstantinopoli, kde zemřel.

## Umělecko-historický význam díla Hanse Monta
Patřil k nejvýznamnějším sochařům své doby. Z jeho prací se však dochovaly jen dvě signované kresby. Ty posloužily k atribuci dalších kreseb a pomohly také při identifikaci jeho sochařských prací, které mu historici umění dnes připisují. Není však pochyb, že jeho tvorba zaujala císaře Rudolfa II. natolik, že v roce 1591 pozval k výzdobě sálů Pražského hradu dalšího vynikajícího sochaře - Adriana de Vries (1556?-1626).